# Kodeks 0118
Kodeks 0118 (Gregory-Aland no. 0118) ε 62 (Soden) – grecki kodeks uncjalny Nowego Testamentu na pergaminie, paleograficznie datowany na VIII wiek. Rękopis przechowywany jest w Klasztorze Świętej Katarzyny (Harris 6) na Synaju.

## Opis
Do dziś zachował się fragment 1 karty kodeksu (rozmiary fragmentu 11 na 10 cm) z niepełnym tekstem Ewangelii Mateusza (11,27-28). Tekst pisany jest w 10 linijkach na stronę. Litery są wielkie i pochylone w prawo; stosuje przydechy i akcenty.

## Tekst
Zachowany fragment jest zbyt krótki, by móc stwierdzić jaką tradycję tekstualną reprezentuje. Kurt Aland nie zaklasyfikował go do żadnej kategorii.
ΟΥΔΕ]ΤΟΝ[ΠΡ]Α

ΤΙΣΕΠΙΓΙΝΩΣ

ΚΕΙ.ΕΙΜΗΟΥΣ

ΚΑΙΩΕΑΝΒΟΥ

ΛΗΤΑΙΟΥΣΑ

ΠΟΚΑΛΥ[Ψ]ΑΙ.

ΔΕΥΤΕΠΡΟΣΜΕ

ΠΑΝΤΕΣΟΙΚΟ

ΠΙΩΝΤΕΣΚΑΙ

ΠΕΦΟΡΤΙΣΜΕ

## Historia
Kodeks odkryty został w końcu XIX wieku przez J. Rendela Harrisa, w klasztorze na Synaju.
Aland datował kodeks na VIII wiek. W ten sam sposób datuje go obecnie INTF.
Gregory w 1908 roku dał mu siglum 0118.